# 核技術
核技術（かくぎじゅつ）とは原子力や放射性同位体などの核物質を扱う技術の総称。

## 基礎
原子核物理学は核分裂や核融合など核技術の基礎となる理論を研究する学問である。原子力工学は原子力の工業利用について研究する学問である。

## 核兵器
核兵器は核分裂や核融合で放出されるエネルギーを利用した兵器である。

## 原子炉
核分裂でエネルギーを取り出す核分裂炉が実用化されている。核融合によりエネルギーを取り出す核融合炉は実用化に向けた研究段階にある。原子力発電の他に原子力船などの推進力としても利用される。エネルギーを取り出す目的以外に、材料照射試験、放射性同位体の生産、中性子捕捉療法などにおける中性子線源として用いられる場合もある。

## 放射性同位体
放射性同位体は、核医学、突然変異誘発による作物育種、非破壊検査、火災報知機のイオン式煙検出器、原子力電池などに利用される。

## 核燃料サイクル
核燃料サイクルとは、原子力発電を維持するための核燃料の流れ（サイクル）のことである。天然ウランを核燃料として使用できるようにするためにはウラン235を濃縮する必要がある。
使用済み核燃料は再処理して抽出したプルトニウムを再使用するシナリオ、地層処分によって直接処分するシナリオなどが検討されている。
近年では長寿命核種の短寿命核種への核変換も試みられている。

## 医学的利用
PETやSPECTのような医用イメージング、ガンマナイフや陽子線治療や中性子捕捉療法のような放射線療法への利用がなされている。